# Wharton, Ohio
Wharton är en ort i Wyandot County i delstaten Ohio, USA.